# 海宴镇
海宴镇，是中华人民共和国广东省江门市台山市下辖的一个乡镇级行政单位。

## 行政区划
海宴镇下辖以下地区：
海宴圩社区、升平村、三兴村、廓峰村、河东村、仑定村、石美村、那陵村、澳村、联南村、春场村、望头村、永和村、联和村、和阁村、丹堂村、沙栏村、海通村、洞安村、东联村和肖美村。

## 经济

### 传统农业
全镇耕地面积7.68万亩，其中，经济作物种植面积约1万亩，水稻种植面积约5.3万亩。山林总面积13万亩，其中，经济林种植面积8万亩，生态林种植面积5万亩。

### 花卉专业
全镇花卉种植面积10000亩，以富贵竹和剑兰花种植为主，其中，富贵竹种植面积6000亩，剑兰花、发财树等种植面积4000亩，花卉产品出口到国内各城市及荷兰、美国、日本、新加坡等众多国家。

### 海产养殖
拥有36公里长的海岸线，水产养殖面积7.1万亩，其中，咸围养殖面积3.3万亩，滩涂蚝排养殖面积3.8万亩，养殖的对虾、生蚝畅销全国各地。